# Comuna Holoskiv, Camenița
Holoskiv (în ucraineană Голосків) este o comună în raionul Camenița, regiunea Hmelnîțkîi, Ucraina, formată din satele Holoskiv (reședința), Pudlivți și Uleanivka.

## Demografie
Componența lingvistică a comunei Holoskiv
     Ucraineană (99,31%)
     Alte limbi (0,69%)
Conform recensământului din 2001, majoritatea populației comunei Holoskiv era vorbitoare de ucraineană (99,31%), existând în minoritate și vorbitori de alte limbi.